# Team FAST
Team FAST is een studententeam van de Technische Universiteit Eindhoven dat tussen 2015 en 2018 heeft gewerkt aan de ontwikkeling van de mierenzuur-motor.

## Geschiedenis
In juni 2015 slaagden tien studenten van de Technische Universiteit Eindhoven erin om een kleine auto op mierenzuur te laten rijden: de Pico, waarbij mierenzuur wordt gesplitst in waterstof en CO2. Het waterstof werd vervolgens gebruikt om elektriciteit op te wekken en een motor aan te drijven. Om de werking van de technologie ook op grotere schaal te bewijzen werd vervolgens het Team FAST (FAST= Formic Acid Sustainable Transport) opgericht. Zij bouwden de Junior, een één meter lange op afstand bestuurbare racewagen die op mierenzuur kon rijden. Door deze ontwikkeling kwam het team in contact met VDL ETS en ontstond het idee om een bus op mierenzuur te laten rijden. In 2017 lukte het om een prototype te ontwikkelen maar rijbewegingen en trillingseffecten zorgden voor te veel praktische problemen om de motor van de bus verder te ontwikkelen en eventueel productiegereed te maken.
Verdere ontwikkeling van de technologie leidde in 2018 tot een intentieverklaring van bouwonderneming BAM om de generator in te zetten voor de energiebehoefte in een van BAM Infra’s bouwketen.
Anno 2018 gaat het Team Fast verder als start-up DENS en gaat men door met de ontwikkeling van de technologie om elektriciteit uit hydrozine te ontwikkelen voor andere toepassingen.

## Prototypes

Team FAST REX

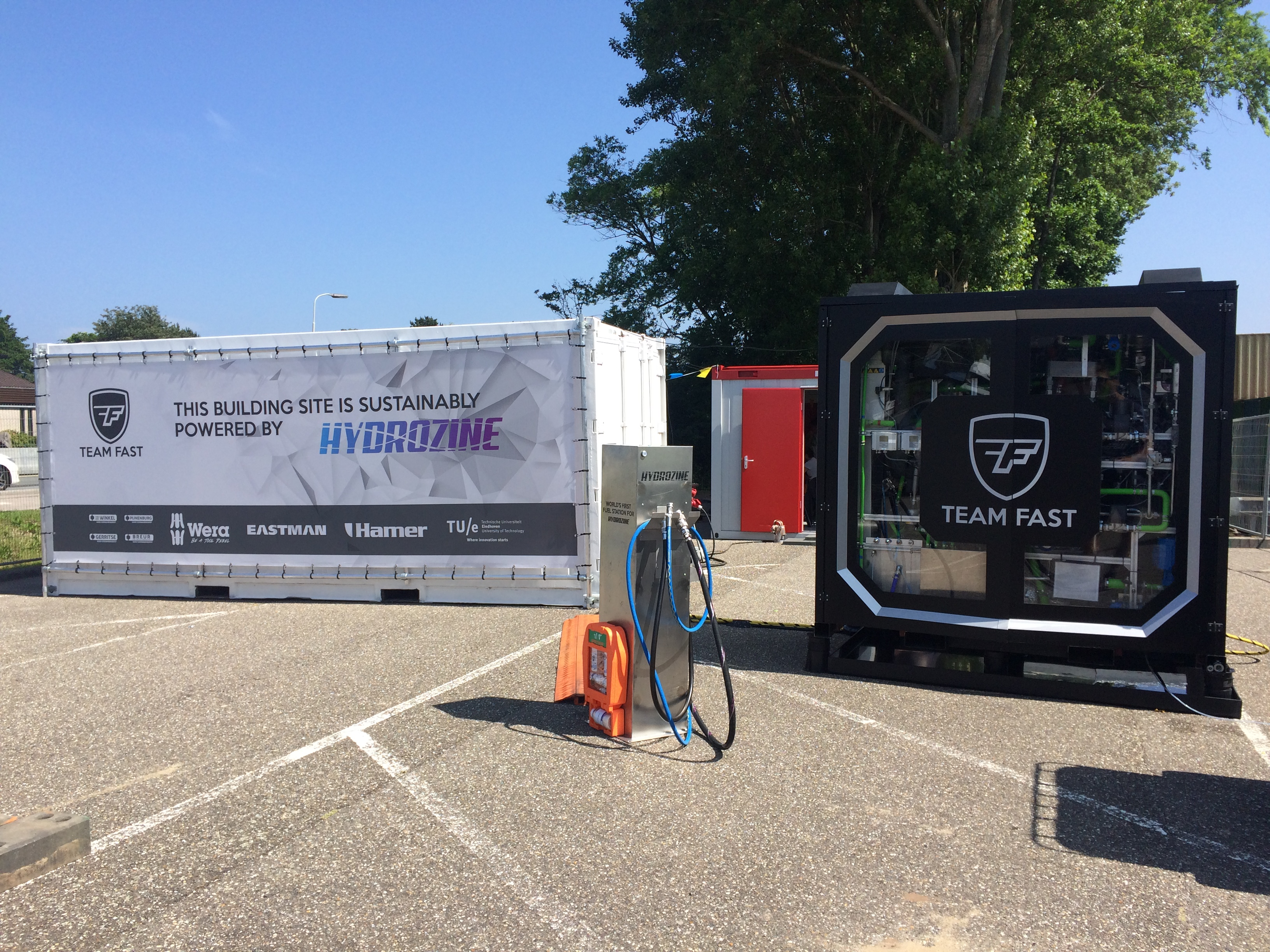
Team FAST X1

Pico

De Pico was een 20 centimeter groot autootje met twee gekoppelde 300 mW brandstofcellen. De auto heeft in het lab echt gereden.

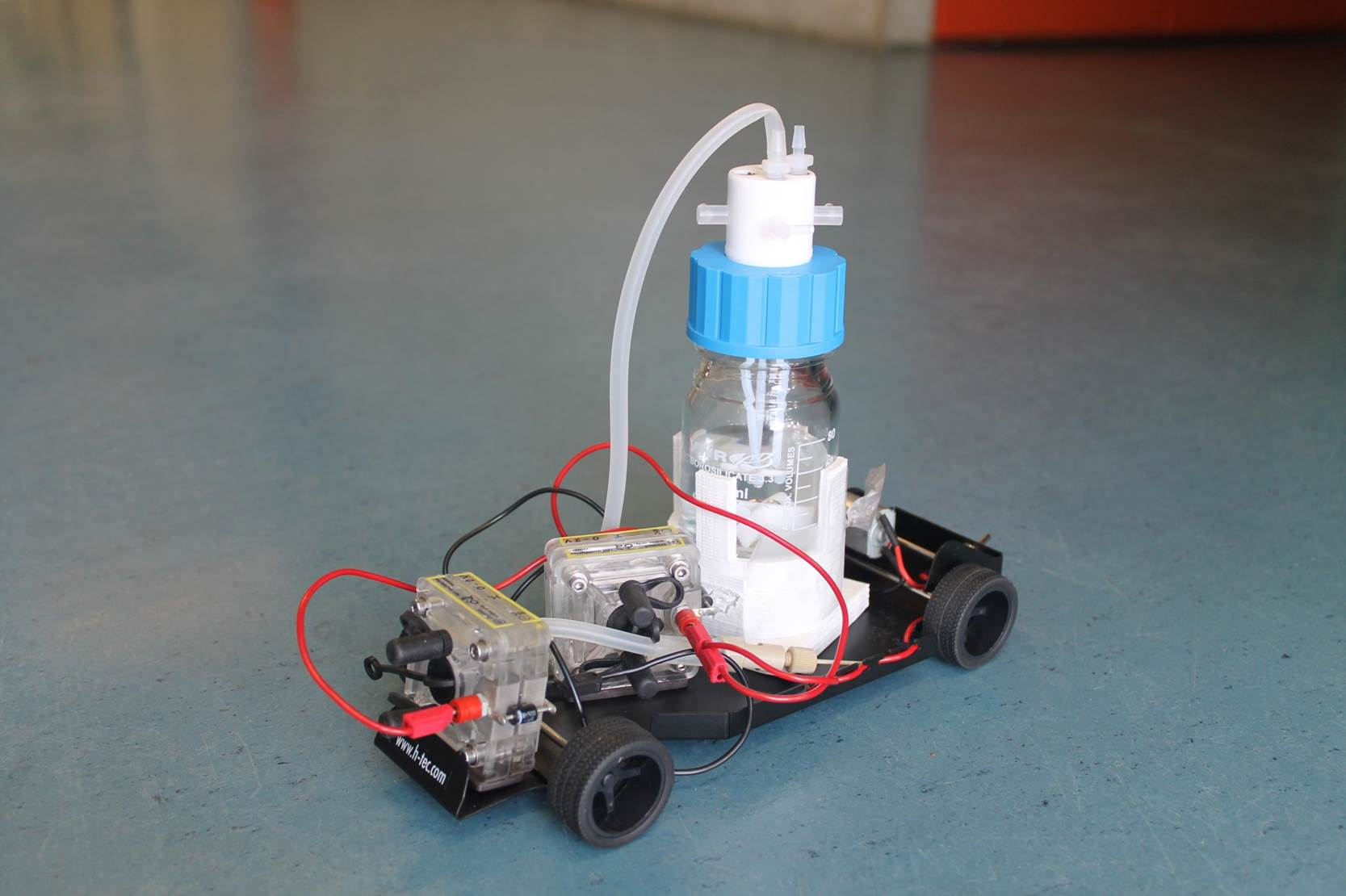
Team FAST Pico car

Junior

De Junior was een één meter groot schaalmodel van een Porsche 934 met een 25W brandstofcel. De auto had met behulp van de ingebouwde buffer batterij de mogelijkheid om kortstondig snelheden van 60 km/h te behalen. 

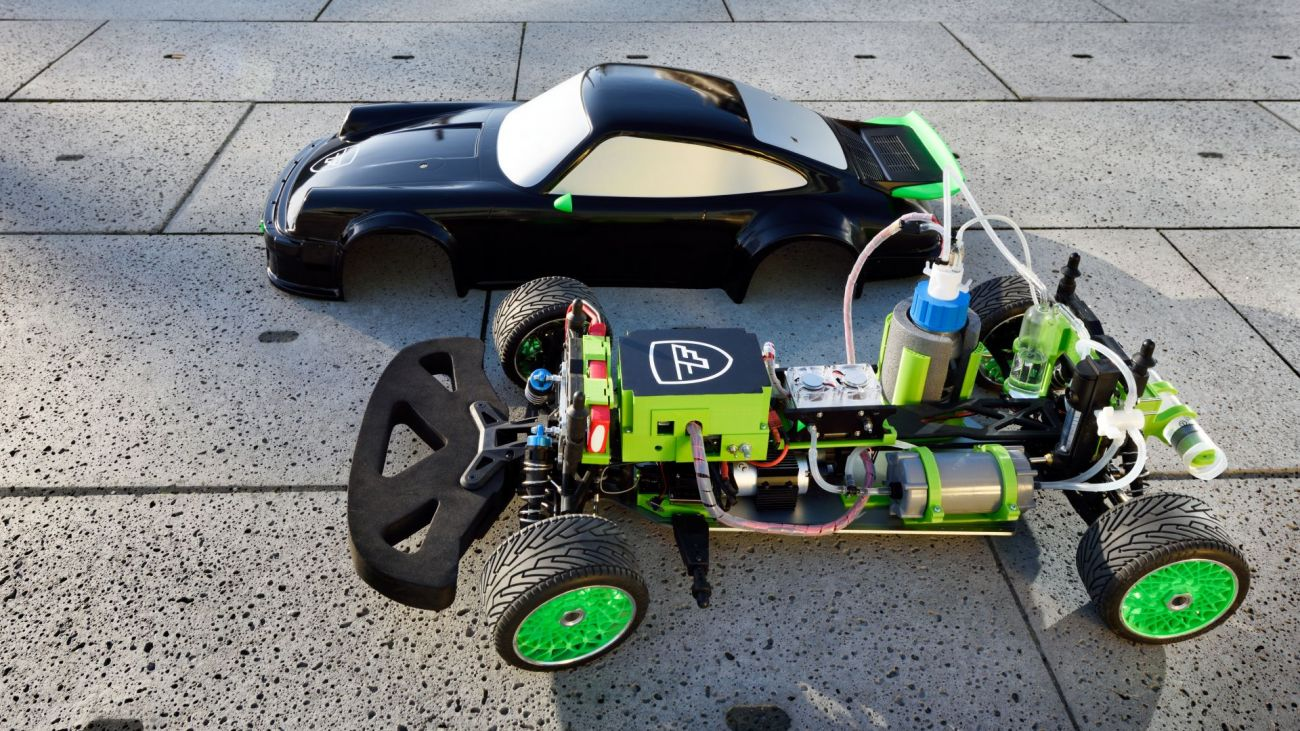
Team FAST Junior car

REX

De REX (Range EXtender) was een 2,5*2,5*2,5 m groot systeem met een 25 kW brandstofcel. Het systeem kon in een aanhangwagen achter een bus geplaatst worden maar heeft nooit echt gereden.

- Team FAST REX

X1

Het 25 kW systeem, REX, dat werd ontwikkeld voor de bus was niet in staat rijdend te werken en is daarom wel stationair toegepast als duurzame stroom aggregaat. Hierbij kreeg hij nieuwe kappen en een nieuwe naam, de X1.

- Team FAST X1